# Breguet 941
El Breguet 941, fue un avión de transporte cuatrimotor con capacidad STOL, construido por la compañía francesa Breguet Aviation a comienzos de los años 1960. A pesar de que llegó a efectuar numerosas pruebas de vuelo, no se llegó a fabricar en grandes cantidades, con tan sólo un prototipo y cuatro ejemplares de serie construidos.

## Variantes
Breguet 940
Prototipo experimental para demostraciones de vuelo, 1 fabricado.
Breguet 941
Prototipo.
Breguet 941S
Ejemplares de producción para el Ejército del Aire Francés, 4 fabricados.

## Especificaciones

### Características generales
- Tripulación: 2
- Capacidad: ** 57 pasajeros
  - 40 soldados
  - 24 camillas
- Longitud: 23,8 m (77,9 ft)
- Envergadura: 23,4 m (76,8 ft)
- Altura: 9,7 m (31,7 ft)
- Superficie alar: 83,8 m² (902 ft²)
- Peso vacío: 13 460 kg (29 665,8 lb)
- Peso máximo al despegue: 26 500 kg (58 406 lb)
- Planta motriz: 4× Turbohélice Turbomeca Turmo IIID3.
  - Potencia: 1119 kW (1543 HP; 1522 CV) cada uno.

### Rendimiento
- Velocidad máxima operativa (Vno): 450 km/h (280 MPH; 243 kt)
- Velocidad crucero (Vc): 400 km/h (249 MPH; 216 kt)
- Alcance: 1000 km (540 nmi; 621 mi)
- Techo de vuelo: 9500 m (31 168 ft)
- Carrera de despegue: 185 m (607 ft) con 22 000 kg (48 ,500 lb)

## Usuarios
Francia
- Ejército del Aire Francés

### Aeronaves similares
- CASA C-401